# Christuskirche (Waffenrod)

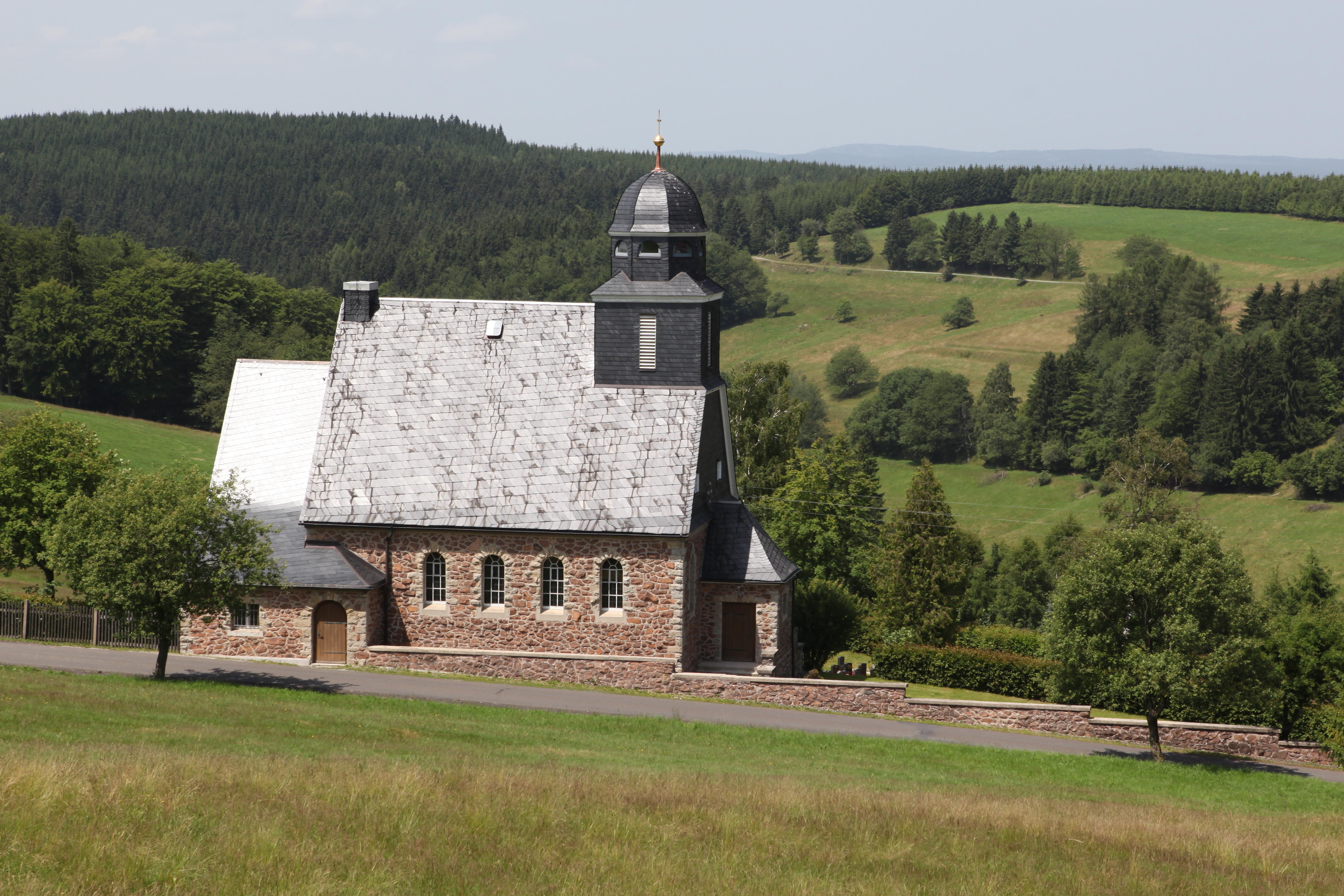
Evangelische Christuskirche Waffenrod/Hinterrod

Die denkmalgeschützte Christuskirche ist die evangelische Kirche des Ortsteiles Waffenrod/Hinterrod der Stadt Eisfeld im thüringischen Landkreis Hildburghausen.

## Geschichte
Im Dezember 1927 beschlossen die benachbarten Gemeinden Waffenrod und Hinterrod den Bau einer gemeinsamen Kirche auf dem Gelände des bestehenden gemeinsamen Friedhofes. Am 1. März 1928 schieden beide Gemeinden aus der Kirchengemeinde Crock mit deren Zustimmung aus und bildeten eine eigene Kirchengemeinde. Die Grundsteinlegung für den Kirchenneubau erfolgte am 17. Juni 1928, das Richtfest am 3. August 1928, und am 1. Advent 1928 wurde die Kirche eingeweiht.
1939 musste die große Bronzeglocke des Geläuts zur Kriegsverwendung abgeliefert und eingeschmolzen werden. Sie wurde 1957 durch eine Stahlglocke ersetzt. Die Orgel, aus dem Jahr 1864 stammend und 1928 von der Kirchengemeinde Rauenstein erworben, musste im Jahr 1990 stillgelegt werden und wurde 1991 durch ein Orgel-Positiv des Stadtilmer Orgelbaumeisters Karl-Heinz Schönefeld ersetzt.
Nach Abschluss der Kirchensanierung erfolgte am 18. September 2004 die Namensgebung des Bauwerkes zur Christuskirche.

## Architektur und Ausstattung
Nach einem Entwurf des Arnstädter Architekten Schwarz entstand ein Bauwerk im neuromanischen Stil mit Rundbogenfenstern und einem großen Reiterturm, in dem ursprünglich eine große und eine kleinere Bronzeglocke hingen, von denen die größere 1957 durch eine Stahlglocke ersetzt wurde. Seit 1991 verfügt die Kirche über ein elektrisches Läutewerk.
Über dem Altar befindet sich ein Buntglasfenster, das einen Christuskopf auf einem Kreuz zeigt.